# Мейтленд, Джон, 1-й герцог Лодердейл
Джон Мейтленд, 1-й герцог Лодердейл (24 мая 1616, Летингтон, Шотландия — 24 августа 1682, Роял Танбридж Уэллз, Кент) — шотландский и английский аристократ и государственный деятель, 2-й лорд Тирлестейн и Болтон (с 18 января 1645), 3-й лорд Мейтленд Тирлестейнский (с 18 января 1645), 2-й виконт Мейтленд (с 18 января 1645), 2-й виконт Лодердейл (с 18 января 1645), 2-й граф Лодердейл в Шотландии (с 18 января 1645), 1-й лорд Тарлестейн, Масселборо и Болтон (с 26 марта 1672), маркиз Марч (с 26 марта 1672), герцог Лодердейл в Шотландии (с 2 мая 1672), 1-й барон Питершем в графстве Суррей (с 25 июня 1674), 1-й граф Гилфорд в графстве Суррей (с 25 июня 1674).

## Биография
Мейтленд был членом древнего шотландского клана Мейтленд из Беруикшира и Ист-Лотиана. Старший сын Джона Мейтленда, 2-го лорда Мейтленда из Тирлестейна (? — 1645), получившего титулы виконта Лодердейла в 1616 году и графа Лодердейла в 1624 году, и леди Изабель (1594—1638), дочери Александра Сетона, 1-го графа Данфермлина, правнук сэра Ричарда Мейтленда из Летингтона.
В 1638 году он участвовал в пресвитерианском ковенанте шотландцев против Карла I. В 1649 г. перешёл на сторону Карла II, сопровождал его при высадке в Шотландию (1650), был взят в плен в битве при Вустере (1651 г.) и освобожден лишь Монком в 1660 году.
Ловкий и неразборчивый, он пользовался расположением Карла II Стюарта, который назначил его государственным секретарем Шотландии (Secretary of State) и первым комиссаром казначейства Шотландии (Treasurer of Scotland).
2 мая 1672 года Джон Мейтленд возведён в герцоги Лодердейл и графы Марч. 3 июня того же 1672 года ему был пожалован Орден Подвязки. Титул угас со смертью Мейтленда в 1682 году.

## Семья
В августе-сентябре 1632 года Джон Мейтленд женился первым браком на леди Энн Хьюм (1612—1671), дочери Александра Хьюма, 1-го графа Хьюма (ок. 1566—1619), и Мэри (Дадли) Саттон (1586—1644). У супругов была дочь Мэри Мейтленд (1645 — 20 марта 1702), жена Джона Хэя, 2-го маркиза Твиддэйла.
17 февраля 1672 года, после смерти своей жены в Париже, герцог Лодердейл женился на Элизабет, графине Дайсарт (28 сентября 1626 — 5 июня 1698), дочери Уильяма Мюррея, 1-го графа Дайсарта и вдове сэра Лайонела Толлмаша. Среди его пасынков был генерал Томас Толлмаш. Он не оставил наследника мужского пола, в результате чего его герцогство и его английские титулы прервались, в шотландские титулы наследовал титул графа его брат Чарльз Мейтленд, 3-й граф Лодердейл.